# Prowincja Bumardas
Prowincja Bumardas albo Bu Mirdas (arab. ولاية بومرداس, berb. Bumerdas, fr. Boumerdès) – jedna z 48 prowincji Algierii, znajdująca się w północnej części kraju, niedaleko Algieru.